# 旋翼航空器

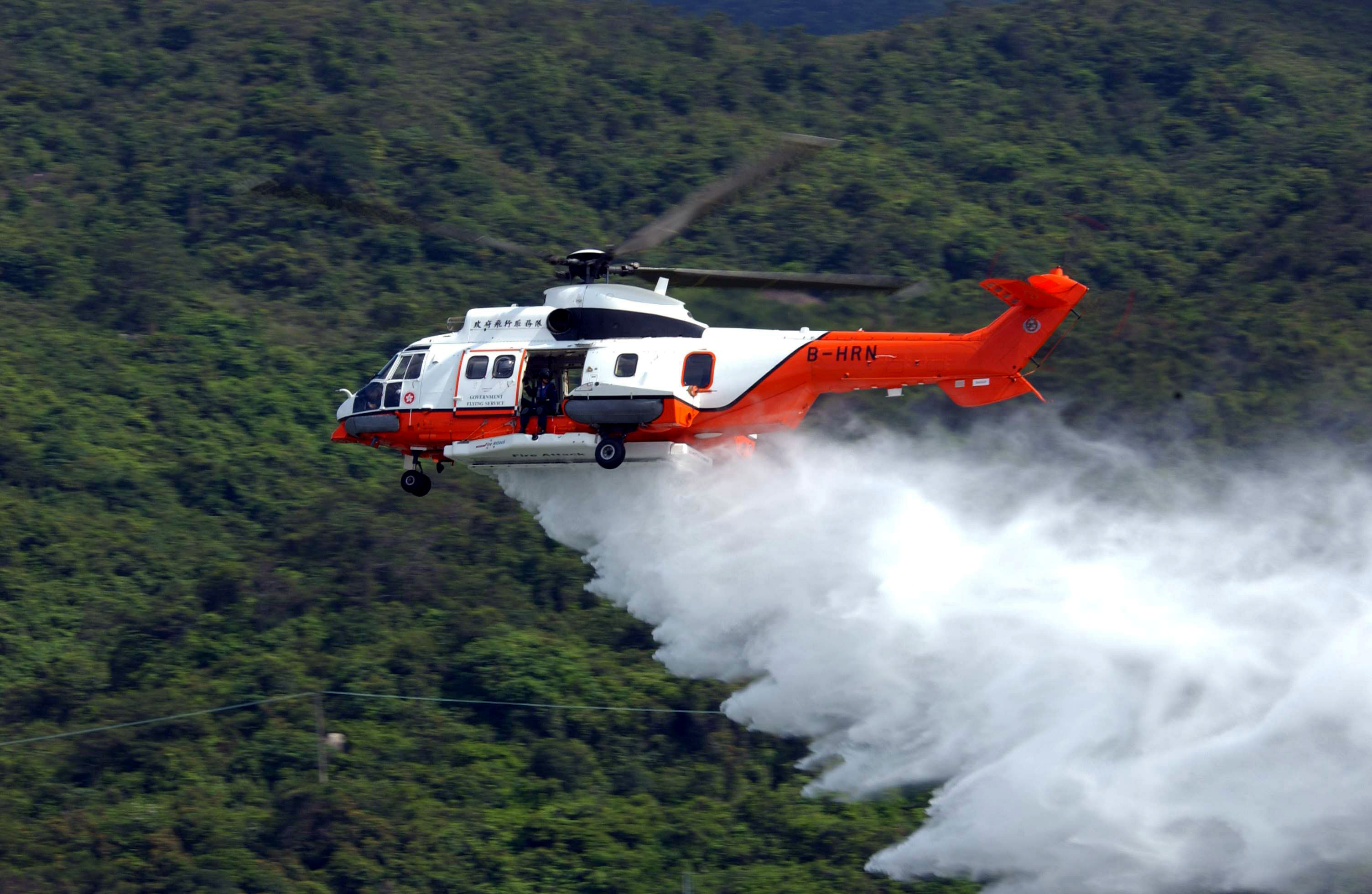
一架隶属香港政府飞行服务队的AS32直升机正在进行灭火演示

旋翼航空器（rotary wing aircraft或rotorwing aircraft）也称旋翼机（rotorcraft）是一种重于空气、用一个或多个高速转动的旋翼与空气进行相对流体运动获得升力克服自重以达到空中飞行的航空器，与固定翼飛機相对。现代旋翼机主要包括直升机（helicopter）、自转旋翼机（gyrocopter或autogyro）、旋翼式螺旋桨飞机（固定旋翼機  gyrodyne）和傾轉旋翼機（tiltrotor）四种类型，其中直升机（特别是单旋翼直升机和四旋翼直升机）是最常见的旋翼机，其次是自转旋翼机和倾转旋翼机，固定旋翼機則仍然處研發中尚未投入使用更未被量產化。
旋翼航空器的简称“旋翼机”在口语中常与自转旋翼机混淆，实际上后者只是旋翼航空器的一种。任何使用旋翼转动产生空气升力的飞行器都归属于旋翼机的范畴。